# Jochen Mass
Jochen Richard Mass (Dorfen, Bavarska, Njemačka, 30. rujna 1946. – Cannes, Alpes-Maritimes, Francuska, 4. svibnja 2025.) bio je njemački vozač automobilističkih utrka. U Formuli 1 se natjecao od 1973. do 1980. i 1982. Najbolji rezultat mu je pobjeda na VN Španjolske 1975. Na utrci 24 sata Le Mansa je nastupio 12 puta, a 1989. s momčadi Team Sauber Mercedes i suvozačima Manuelom Reuterom i Stanleyem Dickensom, utrku je i osvojio.